# Mary Ann Caws
Mary Ann Caws (* 1933 in Wilmington, North Carolina) ist eine US-amerikanische Literaturwissenschaftlerin und Kunsthistorikerin der Literatur und Kunst der ersten Hälfte des 20. Jahrhunderts.

## Leben
Mary Ann Caws besucht die National Cathedral School in Washington, D.C., machte ihren B.A. 1954 am Bryn Mawr College und ihren M.A. 1956 an der Yale University. 1962 wurde sie an der University of Kansas promoviert. 1983 wurde sie Ehrendoktor des Union College. Sie wurde vom französischen Staat als Offizier in den Ordre des Palmes Académiques aufgenommen. 2009 wurde sie in die American Academy of Arts and Sciences gewählt.
Caws ist Professorin für Komparatistik, Englisch und Französisch an der Graduate School der City University of New York.
Caws hat eine große Anzahl von Untersuchungen zur modernen Literatur und modernen Kunst veröffentlicht und war an vielen Werken als Herausgeberin beteiligt. Sie schreibt insbesondere zu den Künstlern des Surrealismus.

## Schriften (Auswahl)
- The Modern Art Cookbook. Reaktion Books, University of Chicago Press 2013
- Pablo Picasso : ein Porträt "Malerei ist nie Prosa". Vorw. von Arthur C. Danto. Aus dem Engl. von Klaus Binder. Bern : Meyer 2011
- Salvador Dalí. Reaktion Books; University of Chicago Press 2008
- Provençal Cooking: Savoring the Simple Life in France. Pegasus Books, 2008
- Glorious Eccentrics: Modernist Women Painting and Writing. Palgrave Macmillan, 2007
- Henry James. Overlook, 2006
- To the Boathouse: A Memoir. Autobiografie. University of Alabama, 2004
- Marcel Proust. Overlook, 2003
- Robert Motherwell with Pen and Brush. Reaktion Books; University of Chicago Press, 2003
- Virginia Woolf. Penguin, 2001
- Dora Maar: Die Künstlerin an Picassos Seite. Vorwort Heinz Berggruen. Übersetzung Anja Gundelach. Nicolai, Berlin, 2000
- Bloomsbury and France: Art and Friends, mit Sarah Bird Wright, Oxford University Press, 2000
- The Surrealist Look: An Erotics of Encounter. MIT Press, 1997
- Women of Bloomsbury: Virginia, Vanessa, and Carrington. Routledge & Kegan Paul, 1990